# 한국옥외광고협회
한국옥외광고협회(韓國屋外廣告協會, Korea Outdoor Advertising Association)는 옥외광고업자는 광고물등의 효율적인 관리와 옥외광고업의 건전한 발전 및 종사자의 품위 향상을 위하여 설립된 사단법인이다. 서울특별시 송파구 올림픽로 35길 137 (신천동) 한국광고문화회관 10층에 있다.

## 설립 근거
- [4]

## 연혁
- 1970년 3월 2일 한국광고물제작협회(가칭) 창립준비위원회 결성
- 1971년 5월 1일 광고물 협정가격표 제작 배포
- 1972년 3월 2일 사단법인 한국광고제작협회 창립총회 (초대 회장 윤남의)
- 1974년 3월 22일 제3회 정기총회 (제2대 회장 정의택)
- 1975년 10월 26일 사단법인 한국광고제작협회 권고해체
- 1976년 2월 21일 한국광고제작연구회 발족 (제5회 정기총회 : 제3대 회장 양경근)
- 1977년 1월 20일 제6회 정기총회 개최 (제4대 회장 정종규)
- 1977년 2월 12일 협회 홍보지 『광고세계』창간
- 1978년 1월 17일 제7회 정기총회 개최 (제5대 회장 김석도)
- 1978년 8월 18일 협회 사무국 이전 (서울특별시 중구 회현동 남대문로 5가 동일벨트 빌딩)
- 1979년 1월 17일 제8회 정기총회 개최 (제6대 회장 고용준). 협회 사무국 이전 (동일벨트 빌딩 남대문로 5가 삼양타이어 빌딩)
- 1979년 12월 19일 제9회 정기총회 개최 (제7대 회장 백정만)
- 1980년 4월 30일 내무부 사단법인 승인요청
- 1981년 3월 26일 협회 사무국 이전 (삼양타이어 빌딩 한강로 1가, 삼각지)
- 1981년 12월 22일 제10회 정기총회 개최 (제8대 회장 백정만)
- 1982년 7월 19일 사단법인 한국광고물제작업협회 발기인 대회
- 1982년 9월 9일 사단법인 한국광고물제작업협회 창립, 내무부 인가 제18호 (제9대 회장 백정만)
- 1982년 9월 24일 제13차 아시아 광고대회 참관 (인도 뉴델리)
- 1983년 2월 19일 제12회 정기총회 개최 (제10대 회장 백정만)
- 1983년 2월 22일 협회 사무국 이전 (한강로 1가(삼각지) 서울특별시 중구 신당동 302-1)
- 1983년 3월 25일 옥외광고제작업자 교육 실시
- 1983년 6월 	   협회 홍보지 『옥외광고』창간
- 1984년 2월 28일 제13회 정기총회 개최 (제11대 회장 안영완)
- 1985년 2월 27일 제14회 정기총회 개최 (제12대 회장 백정만)
- 1986년 3월 6일 제15회 정기총회 개최 (제13대 회장 이성선)
- 1986년 5월 26일 협회 사무국 이전
- 1988년 5월 17일 제17회 정기총회 개최 (제14대 회장 김영식)
- 1989년 4월 7일 제18회 정기총회 개최, 옥외광고연수원 인가 및 설립
- 1991년 8월 1일 옥외광고물등 관리법 제정 공포 (법률 제4242호)
- 1991년 1월 8일 옥외광고물등 관리법 시행령 공포 (대통령령 제13212호)
- 1991년 5월 20일 제20회 정기총회 개최 (제15대 회장 김영식)
- 1991년 9월 10일 서권수 회장대행 선출
- 1991년 11월 	   옥외광고연수원 폐쇄
- 1992년 4월 15일 제21회 정기총회 개최 (제16대 회장 감경철)
- 1992년 5월 30일 협회 사무국 이전
- 1992년 7월 16일 협회 홍보지 『옥외광고』를 『SIGNs in KOREA』로 제호 변경
- 1992년 12월 8일 옥외광고물등 관리법에 의해 한국광고사업협회로 개명 (협회 설립근거 명시)
- 1994년 12월 8일 '94 임시총회 개최 (제17대 회장 감경철 재선)
- 1995년 11월 29일 협회 사무국 이전
- 1997년 10월 7일 『협회 25년사』 발간
- 1997년 12월 11일 '97 임시총회 개최 (제18대 회장 송도섭 당선)
- 1998년 2월 19일 제27회 정기총회 개최 (제18대 송도섭 회장 취임)
- 1998년 7월 28일 옥외광고사 자격운영규정 제정 의결
- 1998년 12월 2일 김동진 회장대행 선출 (제18-5차 이사회)
- 1998년 12월 29일 울산지부 창립총회 (초대 지부장 : 류문열-도산종합광고기획)
- 1999년 2월 24일 제28회 정기총회 (제19대 회장 김석일 보궐선거 당선 취임)
- 2000년 2월 24일 제29회 정기총회 (제20대 회장 김석일 당선 취임)
- 2001년 3월 23일 한국광고사업협회 회관 매입(지상 4층, 지하 1층) 및 협회 이전 (서울특별시 관악구 신림본동 10-626)
- 2001년 4월 20일 회관 개관식
- 2001년 11월 9일 강원도지부 창립총회
- 2002년 2월 22일 제31회 정기총회 (제21대 회장 임병욱 당선·취임)
- 2002년 7월 19일 정관개정(안) 심의·의결 (임시총회 및 PL법 해설교육)
- 2003년 2월 6일 옥외광고사 자격시험 국가공인 취득
- 2004년 4월 26일 한국옥외광고협회로 명칭 변경
- 2005년 5월 24일 임시총회 (제22대 회장 이형수 당선.취임)
- 2011년 6월 23일 제39회 정기총회 (제24대 회장 김종필 당선 취임)
- 2012년 4월 26일 제40회 정기총회 (제24대 회장 김종필 재당선 취임)
- 2012년 6월 24일 옥외광고물 안전점검 가이드라인 Manual 발간
- 2012년 11월 14일 한국옥외광고협회 대통령 단체표창 수상
- 2013년 11월 6일 대한민국안전대상 안전행정부장관 단체표창 수상
- 2014년 1월 10일 2014년도 임시총회 (제25대 회장 이용수 취임)

## 주요 업무
- 광고물등의 관리에 관한 조사·연구
- 광고물등의 안전점검 및 옥외광고업 종사자에 대한 교육 등 시·도지사와 시장등이 위탁하는 업무
- 그 밖에 정관으로 정하는 사항

## 조직

### 감사
- 감사실

### 부회장
- 인사위원회
- 법제위원회
- 총무·재정위원회
- 조직위원회
- 교육·기술위원회
- 옥외광고사자격시험위원회
- 홍보위원회
- 정부위탁사업위원회
- 협회사업위원회
- 재해방재위원회
- KOSIGN위원회
- 불법광고물대책위원회
- LED사업위원회
- 선거관리위원회
- 특별위원회
- 공공시설물설치위원회

| 총무처 총무부 총무과 경리과 사업부 사업과 홍보과 | 자격관리처 자격관리부 검정시험관리과 교육운영과 |

## 시도협회
| - 서울협회 - 인천협회 - 경기도협회 | - 강원협회 | - 충북협회 | - 대전협회 - 충남협회 | - 전북협회 | - 광주협회 - 전남협회 | - 대구협회 - 경북협회 | - 부산협회 - 울산협회 - 경남협회 | - 제주협회 |

## 같이 보기
- 한국옥외광고센터
- 한국광고총연합회
- 한국광고주협회